# Salacca zalacca
Salacca zalacca es una especie de palmera perteneciente al género Salacca.

## Descripción
Es una pequeña palmera que tiene el vástago generalmente bajo tierra,  de tallo muy corto, con hojas de hasta 6 metros de largo; cada hoja tiene a 2 metros de largo peciolo con espinas de hasta 15 centímetros  de largo, y numerosos foliolos. Los frutos crecen en racimos en la base de la palma.

## Usos
Su fruto comestible es el "salak" o "fruto de la serpiente", llamado también Cayigo (salak significa serpiente en javanés y Kay es un tipo de serpiente parda );  es una gran drupa oval o fusiforme de 5 a 8 cm de largo, cubierto de escamas marrones que recuerdan la dura piel de una serpiente. Su carne es de color amarillo tostado, con el tamaño de hueso de una avellana. Es una fruta dulce muy usada en Malasia para hacer dumplings dulces o para curry en Tailandia.

## Distribución
El salak se encuentra en la isla de Java y Sumatra, pero su origen sigue siendo desconocido. Se cultiva principalmente en Tailandia, Malasia e Indonesia.

## Taxonomía
Salacca zalacca fue descrita por (Gaertn.) Voss y publicado en Vilmorins Blumengärtnerei ... Dritte neubearbeite Auflage 1: 1152. 1895.
Etimología
Salacca: nombre genérico que es una latinización del nombre vernáculo malayo salak.
zalacca: epíteto que repite el nombre.
Sinonimia
- Calamus salakka Willd. ex Steud.
- Calamus zalacca Gaertn.
- Salacca blumeana Mart.
- Salacca edulis Reinw.
- Salacca edulis var. amboinensis Becc.
- Salacca rumphii Wall.[3][4]